# Toshikazu Kase

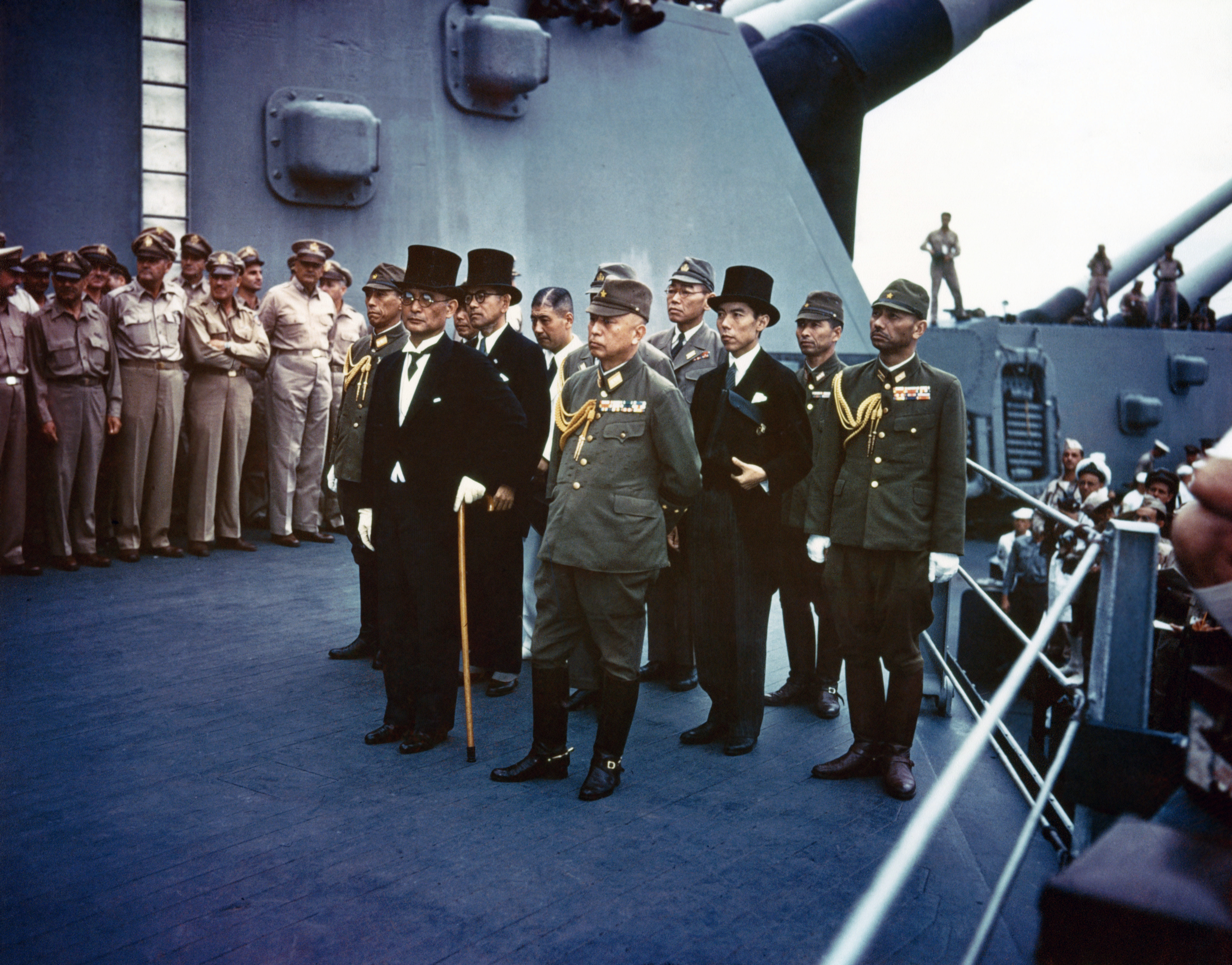
Les représentants japonais à bord du durant les cérémonies de reddition du Japon le 2 septembre 1945. Kase est à droite, portant un haut-de-forme.

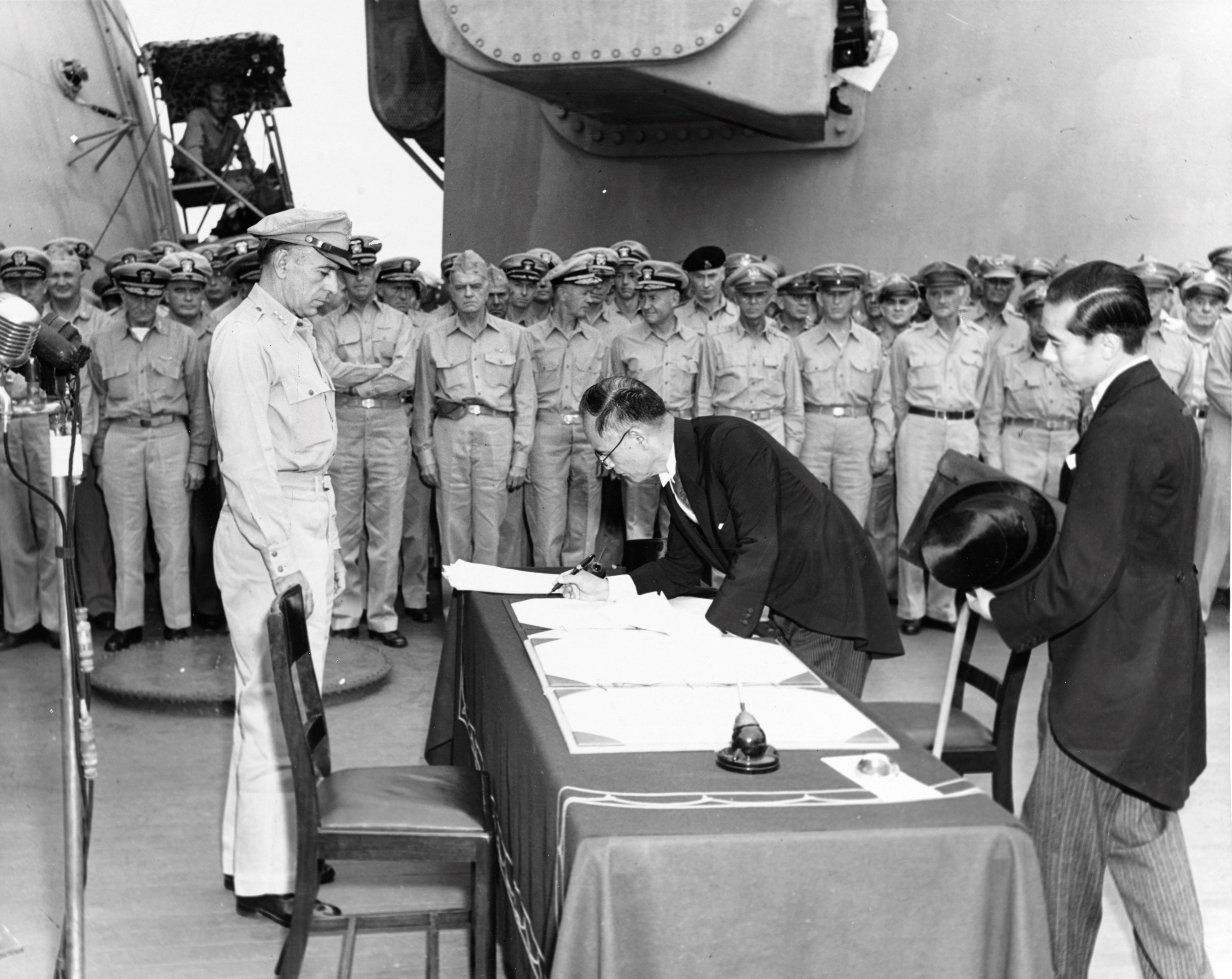
Kase (à droite) avec le ministre japonais des Affaires étrangères Shigemitsu à la signature des actes de capitulation du Japon à bord du le 2 septembre 1945

Pour les articles homonymes, voir Kase (homonymie).
Toshikazu Kase (加瀬 俊一, Kase Toshikazu), né le 12 janvier 1903 à Chiba et mort le 21 mai 2004 à Kamakura, est un fonctionnaire et diplomate japonais. Pendant la Seconde Guerre mondiale, il est un fonctionnaire de haut rang au ministère des Affaires étrangères.

## Biographie
Kase naît à Chiba au Japon. Après avoir réussi les examens du ministère des affaires étrangères en 1925, il quitte l'école supérieure de commerce de Tokyo (future université Hitotsubashi) et suit les cours du Amherst College et de l'université Harvard en tant que chercheur postdoctoral et en sort diplômé en 1927. Il occupe des postes diplomatiques à Berlin et Londres avant de rentrer à Tokyo où il est affecté au bureau nord-américain du ministère japonais des affaires étrangères. Il est de service lors de l'attaque de Pearl Harbor en décembre 1941.
Kase fait partie de la délégation japonaise à bord du USS Missouri pour la signature des actes de capitulation du Japon en 1945. En 1950 Kase publie un ouvrage qui présente un compte-rendu de la guerre du point de vue japonais.
En 1955 il est nommé premier ambassadeur du Japon auprès des Nations unies.
Il meurt à l'âge de 101 ans à Kamakura d'un arrêt cardiaque.

### Sources
- « Toshikazu Kase » (présentation), sur l'Internet Movie Database
- (en) Texte intégral de Journey To The Missouri sur archive.org
- Toshikazu Kase sur le site du Daily Telegraph